# Bosques mixtos y de coníferas alpinas de la garganta Nujiang Langcang
Los bosques mixtos y de coníferas alpinas de la garganta Nujiang Langcang son una ecorregión de bosques templados de coníferas  en el suroeste de China y el noreste de Myanmar. Los bosques cubren montañas y valles en las montañas occidentales de Hengduan y debido a la topografía extrema y la relativa lejanía, siguen siendo uno de los hábitats mejor conservados de China.
Se extienden desde el sur de Qinghai y la Región Autónoma del Tíbet oriental en el norte hasta la provincia de Yunnan en el sur. Algunas partes de los bosques también se extienden al extremo occidental de Sichuan (China) y al este del estado de Kachin (Myanmar). Los valles de los ríos Nu (Salween) y Lancang (Mekong) desde aproximadamente 4,000 m (13,000 pies) de elevación hasta 1,000 m (3,300 pies) de elevación son las zonas donde se desarrollan los bosques. La parte sur de esta ecorregión forma el núcleo de los Tres Ríos Paralelos, Patrimonio de la Humanidad de la UNESCO. Además de en los valles montañosos, también se extiende por zonas de las montañas Hengduan, incluyendo, de oeste a este, las montañas Taniantaweng, las montañas Gaoligong, las montañas Nu y la Cordillera Yunlig.
Las laderas de estas montañas en esta región de Hengduan son muy pronunciadas y ofrecen pocas zonas de paso entre valles y gargantas. Esto ha llevado a que estos bosques estén muy aislados. Entre las especies vulnerables y en peligro de extinción notables en la garganta de Nujiang Langcang están el mono de nariz chata de Yunnan (endémico de esta ecorregión), el mamífero lagomorfo Ochotona gaoligongensis y la conífera Taiwanus flousiana.
Los bosques de esta ecorregión se han visto amenazados durante mucho tiempo por la tala, aunque desde la década de 1990 la intensidad de la tala ha disminuido en China. En la parte de Myanmar, sin embargo, la explotación forestal aún no está controlada. Las zonas menos elevadas de los bosques de Nujiang están amenazadas por proyectos hidroeléctricos.